# 4,4′-亚甲基二 (N,N-二缩水甘油基苯胺)
4,4′-亚甲基二(N,N-二缩水甘油基苯胺)，英語：，简称4-DGA、TGDDM等，是一种四官能度的苯胺型环氧树脂单体，可与多种酸酐固化剂（如甲基四氢邻苯二甲酸酐、甲基六氢邻苯二甲酸酐、顺丁烯二酸酐、戊二酸酐等）发生开环聚合，形成高度交联的热固性网络。TGDDM不仅能提供用于调节网络玻璃化温度的刚性苯环，还提供叔胺基团，能够催化体系固化和酯交换反应。TGDDM因含有四个非线性官能团，且固化物交联密度高，与传统的线性双酚A型环氧树脂相比，具有黏度更低、流动性和加工性更好、热机械性能优异等特点，广泛应用于航空航天、电子电气等领域。

## 合成
TGDDM可通过环氧氯丙烷与4,4′-二氨基二苯基甲烷反应，形成中间产物氯醇，并在NaOH中反应制得。